# KY Близнецов
KY Близнецов (лат. KY Geminorum) — двойная затменная переменная звезда типа Алголя (EA) в созвездии Близнецов на расстоянии (вычисленном из значения параллакса) приблизительно 7767 световых лет (около 2382 парсек) от Солнца. Видимая звёздная величина звезды — от +14,6m до +12,7m. Орбитальный период — около 12,332 суток.
Открыта Отто Моргенротом в 1933 году.

## Характеристики
Первый компонент — жёлто-белая звезда спектрального класса G-F. Радиус — около 4,74 солнечного, светимость — около 25,734 солнечной. Эффективная температура — около 5972 К.